# Rosa María Rodríguez Magda
Rosa María Rodríguez Magda (Valencia, 1957) es una filósofa y escritora española, especialista en pensamiento contemporáneo y feminismo. Acuñó en 1989 el término de "transmodernidad". Ha ejercido la crítica literaria y desarrollado una amplia actividad en la gestión cultural y editorial.

## Trayectoria
Licenciada en Filosofía y Ciencias de la Educación, Doctora cum laude en filosofía y Premio Extraordinario de Doctorado por la Universidad de Valencia.
A los veinticinco años obtiene una cátedra de Filosofía de enseñanza secundaria, y posteriormente se acredita como Profesora Contratada Doctora en Universidades públicas. Ha sido profesora invitada, entre otras universidades, en l’Université de Paris VIII-Vincennes à Saint-Denis, Université Paris VII, Université de Paris-Dauphine, Universidad Autónoma de México, Universidad de Puerto Rico Recinto de Río Piedras (Puerto Rico) y New York University. 
Desde 1994 y hasta marzo de 1997 presidió la Asociación Valenciana de Críticos Literarios.
Desde 1996 y hasta su extinción en diciembre de 2003, directora cultural de la Fundación Valencia Tercer Milenio - UNESCO.
Desde 2000 a 2011, miembro del Consell Valencià de Cultura.
Desde 1998 a 2015, directora del Aula de Pensamiento y de la revista Debats, Institución Alfonso el Magnánimo  (CECEL-CSIC).
Desde 2009 a 2017, directora de la Casa Museo-Centro de Investigación Vicente Blasco Ibáñez.
Ha ejercido la crítica literaria y de opinión de forma habitual en el diario  Las Provincias de Valencia, el diario Pueblo de Madrid, la revista  Ahora y El País. Colaborando asimismo en múltiples revistas especializadas: Claves de la Razón Práctica, Leer, El viejo Topo, Isegoria, Veintiuno, República de las Letras, Cuadernos de pensamiento político, Arte internacional (Colombia), Lateral, Asparkía, Interlitteraria (Estonia), Plural (Puerto Rico)... [cita requerida]
Ha sido jurado en los premios: “Ciudad de Valencia”, “Valencia”, “Joaquín Garrigues Walker”, “Nacional de Ensayo”, “Príncipe de Asturias en ciencias sociales”.
Viene desarrollando una amplia labor en la gestión cultural como organizadora de múltiples Congresos internacionales, encuentros universitarios, exposiciones artísticas, actividades en colaboración con la UNESCO... con la participación de renombradas personalidades mundiales de la cultura.
Promotora y firmante de la Declaración de Responsabilidades y Deberes Humanos (Presentada ante la Asamblea General de la UNESCO)
Textos suyos han sido traducidos al inglés, francés, italiano, alemán, checo y estonio.
En 1989 acuñó el término Transmodernidad, desarrollando dicha teoría en sus obras.

## Premios y reconocimientos
- Juan Gil Albert de ensayo (1996),
- De la Crítica Valenciana (1999),
- Premio Internacional de Ensayo Jovellanos (2008).[5]
- Celia Amorós de ensayo (2019).

## Obra
- Discurso/Poder,  Madrid, EDE col. Teoría y práctica, 1984. (Ensayo).
- La seducción de la diferencia,  Valencia, ed. Victor Orenga, 1987. (Ensayo).
- En alguna casa junto al mar, Valencia, ed. Victor Orenga.1987. (Narrativa). Segunda edición: Valencia, editorial Palmart, 2002.
- La sonrisa de Saturno. Hacia una teoría transmoderna, Barcelona, ed. Anthropos, 1989. (Ensayo).[6]
- Tríptico,  Madrid, ed. Endymion, 1992. (Narrativa).
- Femenino fin de siglo. La seducción de la diferencia (reedición corregida y aumentada de: La seducción de la diferencia),  Barcelona, ed. Anthropos, 1994.[6]
- Las palabras perdidas, Madrid, Huerga & Fierro, 1997. (Aforismos).
- El modelo Frankenstein. De la diferencia a la cultura post (Premio Juan Gil Albert de Ensayo 1996), Madrid, Tecnos, 1997.
- Y de las pavesas surgió el frío, Valencia, ed. Palmart, 1998. (Aforismos)
- Foucault y la genealogía de los sexos, Barcelona, ed. Anthropos, 1999. (Ensayo)
- El deseo y la mirada, Valencia, ed. Palmart, 2003. (Poesía)
- El placer del simulacro, Barcelona, ed. Icaria, 2003. (Ensayo)
- Transmodernidad, Barcelona, ed. Anthropos, 2004. (Ensayo)[7]
- La España convertida al islam, Barcelona, Áltera, 2006. (Ensayo)
- Inexistente Al Andalus. De cómo los intelectuales reinventan el Islam, (Premio Internacional de Ensayo Jovellanos 2008) Oviedo, Nobel, 2008.

- Razón digital y vacío, Valencia, Alfons el Magnànim, 2010. (Ensayo)
- Mínima Inmoralia, Sevilla, Los libros de Umsaluoa, 2011. (Poesía)
- Encuentro en el Café de Flore con Simone de Beauvoir, Madrid, Sequitur, 2017. (Ensayo y ficción)
- De playas y espectros. Ensayo sobre pensamiento contemporáneo, Valencia, Pre-textos, 2017. (Ensayo)
- La mujer molesta. Feminismos postgénero y transidentidad sexual, Madrid, Ménades, 2019 (Ensayo)